# Dünnfleischiger Anis-Egerling
Der Dünnfleischige Anis-Egerling oder -champignon (Agaricus silvicola) ist ein essbarer Pilz aus der Familie der Champignonverwandten (Agaricaceae).

## Merkmale
Die Fruchtkörper erscheinen meist gesellig und verfärben sich außen an Berührungsstellen zunächst schwefelgelb und später bis braungelb.
Der dünne Hut erreicht 5 bis 10, selten bis 12 Zentimeter im Durchmesser und ist anfangs glockenförmig oder halbkugelig und breitet sich später flach aus. Die Oberseite ist hellcremefarben seidig und oft fein geschuppt. Die Huthaut lässt sich teils abziehen.
Die Lamellen sind jung grauweißlich bis cremefarben und werden mit zunehmender Reife der Sporen über graurosa bis dunkel-schokoladenbraun. Sie stehen dicht und frei vom Stiel.
Die Sporen sind purpurbraun, ellipsoid geformt und haben eine glatte Oberfläche. Sie messen 5 bis 6,5 auf 3 bis 4,5 Mikrometer.
Der von Anfang an hohle Stiel ist lang und schlank mit Durchmessern zwischen 1 und 1,5 Zentimetern und hat gewöhnlich einen knolligen Fuß. Er hat weitgehend dieselbe Farbe wie der Hut und weist einen meist einfachen, großen, häutigen, schlaff hängenden und vergänglichen Ring auf.
Das Fleisch ist weiß, gilbt bei Verletzung, aber rötet nicht und hat einen charakteristischen Geruch nach Anisöl oder Mandeln, der auch durch Kochen nicht ganz verschwindet. Mit Kaliumhydroxid (KOH) färbt es sich gelb.

## Artabgrenzung
Besonders die jungen Fruchtkörper ähneln stark denen tödlich giftiger Knollenblätterpilze (Grüner Knollenblätterpilz, Kegelhütiger Knollenblätterpilz). Diese unterscheiden sich durch weiße Lamellen und Sporen und eine Scheide um den Stielfuß.
Der Pilz hat große Ähnlichkeit zu verwandten Arten wie dem Schiefknolligen Anis-Egerling, dem Weißen Anischampignon (Agaricus arvensis), dem Kurzsporigen Anis-Champignon (Agaricus osecanus), dem Wiesenchampignon (Agaricus campestris) und dem Karbolegerling.
Der schwach giftige Karbolegerling (Agaricus xanthoderma) riecht unangenehm.
Der Schiefknollige Anis-Egerling (Agaricus essettei) wächst nur im Nadelwald und hat massivere Fruchtkörper mit reinweißen Hüten.

## Verbreitung und Ökologie
Der Dünnfleischige Anis-Egerling wächst als Saprophyt in Wäldern, besonders im Nadelstreu unter Fichten, und fruchtet von August bis Oktober (Juli bis November). Er ist in Europa und Nordamerika anzutreffen.

## Inhaltsstoffe
Die Fruchtkörper enthalten 4-Hydroxybenzoesäure.

## Nutzung
Er ist essbar und in Europa ein beliebter Speisepilz. Er reichert Cadmium an.

## Systematik und Taxonomie
Er wurde früher auch schon als Varietät des Wiesenchampignons (Agaricus campestris) oder auch des Weißen Anischampignons (Agaricus arvensis) angesehen. Das Art-Epitheton „silvicola“ zeichnet ihn als Waldbewohner aus.